# Abdelouahed Chakhsi
Abdelouahed Chahksi, parfois orthographié Abdelwahed Chakhssi, ou  Abdelwahed Chakhsi est un footballeur marocain né le 1er octobre 1986 à Casablanca. Il évolue au poste de défenseur ou de milieu droit.

## Biographie
Abdelouahed Chakhsi commence sa carrière au Raja de Casablanca. Il joue ensuite à l'Olympique de Safi et au KAC de Kénitra.
En février 2012, il quitte son pays natal et rejoint le championnat suisse en s'engageant avec le club du FC Lausanne-Sport.

## Carrière
- 2005- janv. 2008 :  Raja de Casablanca
- janv. 2008-2009 :  Olympique de Safi
- 2009-2010 :  Raja de Casablanca
- 2010- fév. 2012 :  KAC de Kénitra
- fév. 2012-2015 :  FC Lausanne-Sport
- 2015- :  Kawkab Athlétique Club de Marrakech[1]